# Thomas Ferrers (Ritter)
Sir Thomas Ferrers of Tamworth (* um 1438 auf Tamworth Castle; † 22. August 1498) war ein englischer Ritter.

## Leben
Thomas Ferrers of Tamworth war der älteste Sohn von Thomas Ferrers of Tamworth.
Thomas diente als Sheriff in der Grafschaft Leicestershire 1460–61 und kämpfte für Richard Plantagenet, 3. Duke of York während der Rosenkriege am 30. Dezember 1460 bei der Schlacht von Wakefield.
Thomas Ferrers erhielt 1461 den Ritterschlag und wurde 1468–69 erneut zum Sheriff in Leicestershire ernannt.
Sir Thomas Ferrers starb am 22. August 1498.

## Ehe und Nachkommen
1468 hatte er Anne Hastings (* 1438), eine Schwester des William Hastings, 1. Baron Hastings, geheiratet. Das Paar hatte folgende Nachkommen:
- John ⚭ Mathilda Stanley, Tochter des John Stanley[3][4][5]
- Leonard[3]
- Ralph[3]
- William[9]
- Edward[4]